# 當奴·派辛斯
當奴·亨利·派辛斯（英語：Donald Henry Pleasence，OBE，/ˈplɛzəns/;，1919年10月5日—1995年2月2日），是一名已故英國電影、電視劇及舞台劇演員。派辛斯最為人熟悉是在《月光光心慌慌》系列中飾演Sam醫生，以及在占士邦電影系列中飾演大反派布洛費。1995年因心臟衰竭而逝世，終年75歲。